# Psilochilus modestus
Psilochilus modestus är en orkidéart som beskrevs av João Barbosa Rodrigues. Psilochilus modestus ingår i släktet Psilochilus och familjen orkidéer. Inga underarter finns listade i Catalogue of Life.

## Bildgalleri

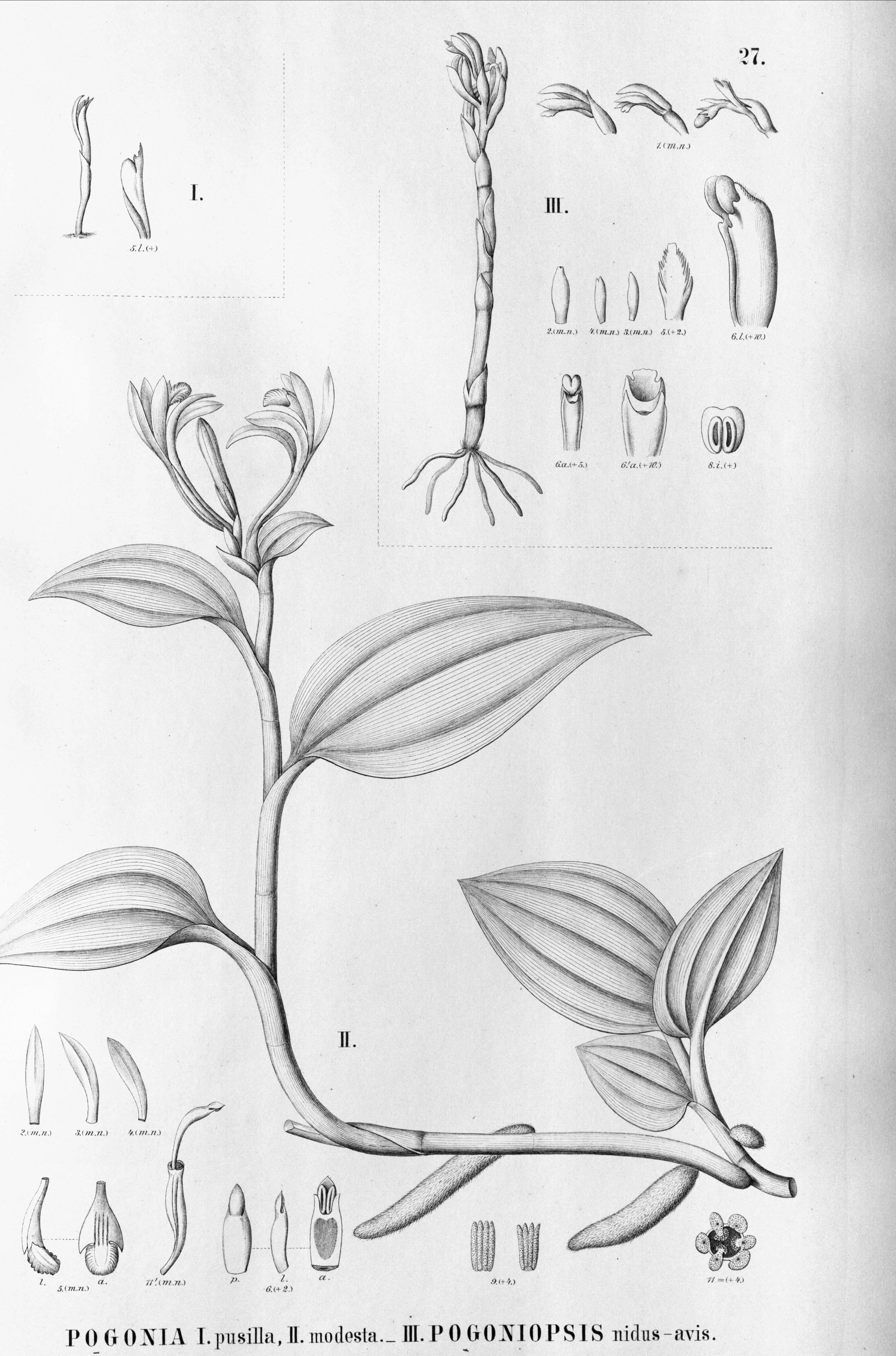